# Bell X-14
Bell X-14 (firemním označením Type 68) byl experimentální letoun vlastností VTOL vzniklý ve Spojených státech v 50. letech 20. století. Hlavním cílem projektu bylo demonstrovat schopnost vektorování tahu při horizontálním i vertikálním startu, visu, přechodu do vodorovného letu a svislém přistání. Jednalo se o první letoun dosahující schopnosti svislého startu a přistání výhradně vektorováním tahu.

## Vznik a vývoj
Společnost Bell zkonstruovala X-14 pro USAF jako celokovový (duraluminový) středoplošník s otevřeným kokpitem. Pohon zajišťovaly dva proudové motory Armstrong Siddeley Viper 8 vybavené deflektory tahu v těžišti letadla, umožňujícími přechod z vertikálního do horizontálního letu.
Při konstrukci byly využity komponenty ze sériově vyráběných letounů firmy Beechcraft: křídla, křidélka a podvozek typu Beechcraft Bonanza a zadní část trupu a ocasní plochy z T-34 Mentor.
Stroj dosahoval maximální rychlosti 180 mph (289,7 km/h) a dostupu 20 000 stop (6 096 m).

## Operační historie

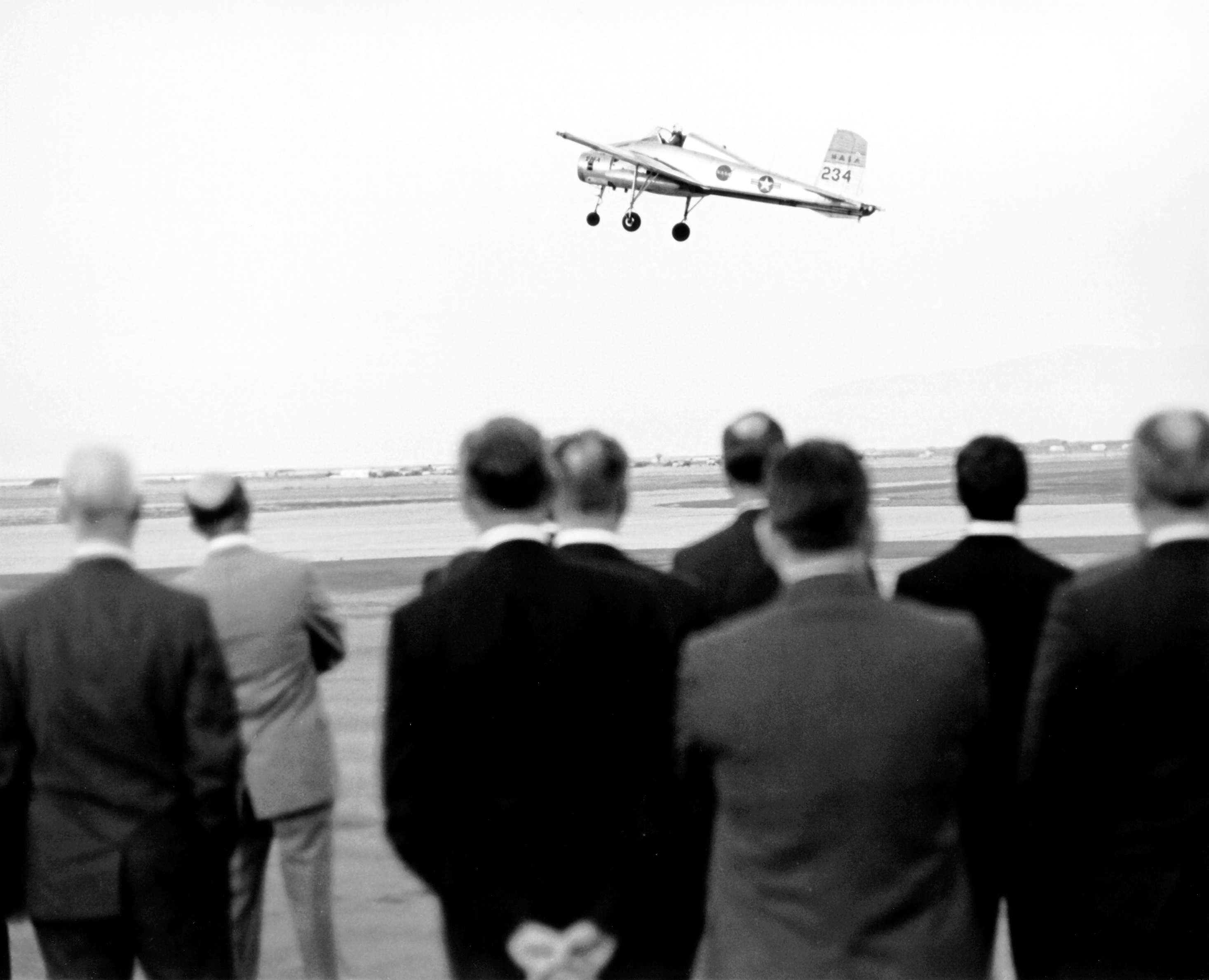
Bell X-14 při letové ukázce

X-14 poprvé vzlétl 19. února 1957 a po svislém vzletu následoval vis, a poté svislé přistání. K prvnímu přechodu do vodorovného letu došlo 24. května 1958.:s.120 V roce 1959 byly původní motory Viper nahrazeny typem General Electric J85-5.:s.120 Téhož roku také byl letoun pod označením X-14A předán do Ames Research Center NASA. Jako zkušební letoun sloužil u NASA až do konce své kariéry. Během vývoje britského Hawker Siddeley P.1127 s ním zde létali i zkušební piloti společnosti Hawker Siddeley Bill Bedford a Hugh Merewether, aby se před prvními lety s prototypem P.1127 seznámili s ovládáním proudového letounu se svislým startem a přistáním.
Projekt X-14 vedl k získání velkého objemu dat k vlastnostem letounů této kategorie, jejich pilotování a ovládacích systémech. Kromě toho byl NASA využit i k výzkumu manévrů pro přistání na Měsíci. Řídicí systémy X-14A byly podobné těm navrženým pro Lunární modul a typ jednou pilotoval i Neil Armstrong,:s.121 později první člověk na povrchu Měsíce.
V roce 1971 byly motory nahrazeny verzí General Electric J85-GE-19 a stroj byl přeznačen na X-14B. Byl mu také instalován palubní počítač a systém řízení fly-by-wire, umožňující simulovat letové vlastnosti jiných letounů VTOL.:s.121
X-14 byl jako zkušební užíván až do 29. května 1981 kdy byl poškozen při nehodě a následném požáru během přistání.:s.121 V té době existovaly plány na vývoj variant X-14C s uzavřeným kokpitem a cvičné X-14T, které ale nepřekročily projektové stádium.
Během celé operační kariéru X-14 jej pilotovalo více než 25 pilotů, přičemž nedošlo k žádné závažnější nehodě nebo zranění.:s.121

### Sériová čísla
Ačkoliv vznikl jen jeden drak, jeho sériové číslo se změnilo po každé významné modifikaci.
- X-14 - USAF 56-4022
- X-14A - NASA 234 (imatrikulace N234NA)
- X-14B - NASA 704 (N704NA).

## Zachovaný exemplář

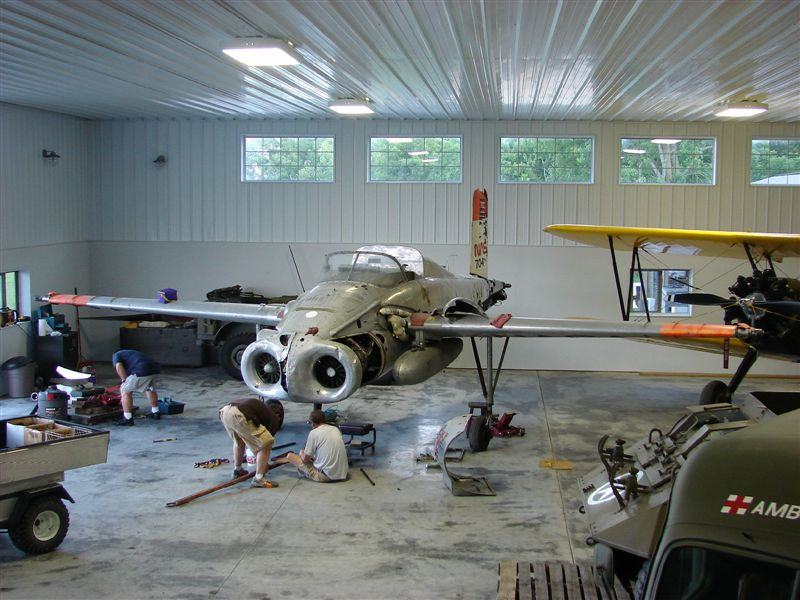
X-14 v průběhu renovace

X-14 byl do roku 1989 dočasně skladován v Ames Research Center a poté byl předán do depozitáře United States Army Aviation Museum ve Fort Rucker v Alabamě.:s.121 Odsud jej v roce 1999 získala soukromá sbírka Ropkey Armor Museum v západní Indianě, kde podstoupil renovaci.

## Specifikace (X-14B)
Údaje podle

### Technické údaje
- Osádka: 1
- Délka: 7,92 m (26 stop)
- Rozpětí: 17,37 m (33 stop a 9½ palce)
- Výška: 2,68 m (8 stop a 9½ palce)
- Nosná plocha: 16,68 m² (179,2 čtverečních stop)
- Prázdná hmotnost: 1 437 kg (3 173 liber)
- Vzletová hmotnost: 1 943 kg (4 269 lb)
- Pohonná jednotka: 2 × proudový motor General Electric J85-GE-19
- Tah pohonné jednotky: 3 015 lbf (13,41 kN) každý

### Výkony
- Maximální rychlost: 277 km/h (172 mph)
- Dolet: 480 km (300 mil)
- Dostup: 5 500 m (18 000 stop)
- Stoupavost: